# 圣若昂-达巴拉
圣若昂-达巴拉是巴西米纳斯吉拉斯州的一个市镇。总面积312.496平方公里，总人口6999人，人口密度22.4人/平方公里。